# Antepione rivulata
Antepione rivulata är en fjärilsart som beskrevs av W. Warren 1897. Antepione rivulata ingår i släktet Antepione och familjen mätare. Inga underarter finns listade i Catalogue of Life.